# Johann Wilhelm Lindlar
Johann Wilhelm Lindlar (né le 9 décembre 1816 à Bergisch Gladbach, mort le 23 avril 1896 à Düsseldorf) est un peintre prussien.

## Biographie

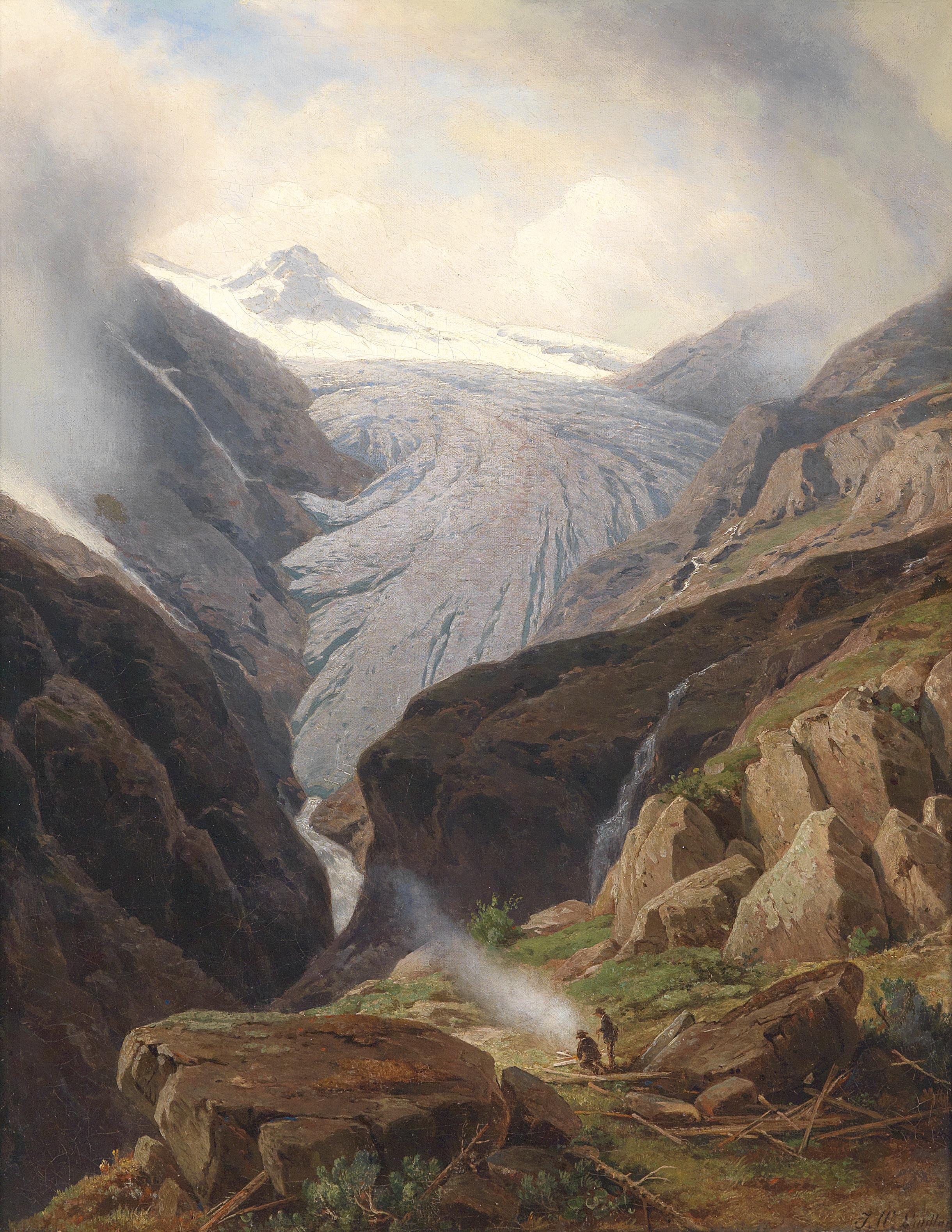
Repos au pied du glacier

Lindlar est enseignant dans des écoles de la province de Rhénanie. En 1845, il se consacre à la peinture. De 1846 à 1848, il est l'élève de Johann Wilhelm Schirmer à l'académie des beaux-arts de Düsseldorf. De 1849 à 1851, il travaille dans un atelier de maître et est membre de Malkasten. De 1867 à 1871, il est président de l'association d'art pour la Rhénanie et Westphalie (de). Jusqu'à sa mort en 1896, il fait de nombreux voyages dans les Alpes.